# Hans Mahrenholtz (Genealoge)
Hans Mahrenholtz (auch: Hanns Mahrenholtz und Hans Mahrenholz; * 12. Februar 1909 in Carlsdorf; † 10. Dezember 2000 in Hannover) war ein deutscher Landwirt und Genealoge mit Wirkungsorten in Carlsdorf, Naumburg, Hannover und Aurich.

## Leben
Der noch zur Zeit des Deutschen Kaiserreichs geborene Hans Mahrenholtz wurde nach dem Zweiten Weltkrieg ab 1951 in dem evangelischen Kirchenbuchamt für den Osten mit Sitz in Hannover tätig. Ab 1956 leitete er als Geschäftsführer die den Niedersächsischen Heimatbund.
Von 1958 bis 1961 wirkte Mahrenholtz bei der Ostfriesischen Landschaft in Aurich, anschließend ab 1961 bei der Hannoverschen Landwirtschaftlichen Berufsgenossenschaft.
Mit dem Juristen und Familienforscher Gebhard von Lenthe und anderen publizierte Hans Mahrenholtz etliche Schriften insbesondere über den niedersächsischen Adel und andere Geschlechter.

## Ehrungen
- 1984: Johann-Christoph-Gatterer-Medaille in Silber[1]
- Verdienstkreuz am Bande des Niedersächsischen Verdienstordens[1]

## Schriften (Auswahl)
- Versuch einer Zusammenstellung über das Ratsherren- und Pastoren-Geschlecht Kortum (Corthum, Cortnum) in Hamburg-Bergedorf. Steinkirchen und Altengamme 1500–1765 (= Sonderveröffentlichung // Niedersächsischer Landesverein für Familienkunde, Hannover, Heft 4), Hannover-Kirchenrode, Hirschanger 30: Niedersächsischer Landesverein für Familienkunde, 1953.
- Soldatisches Führertum innerhalb des niedersächsischen Geschlechts von Unger. Eine soziologische Studie, Hannover-Kirchrode: Selbstverlag, 1955.
- Das Geschlecht Frese (Friso) im Stedingerlande (aus: Oldenburger Balkenschild. Jg. 1955), [Oldenburg (Oldb.)]: Oldenburger Landesverein für Geschichte, Natur- und Heimatkunde, 1955.
- Hanns Mahrenholtz: Die Grabinschriften des hannoverschen Nikolaifriedhofs, in: Hannoversche Geschichtsblätter, Neue Folge 9 (1955), S. 1–125.
- Die Familie Punneke-Janssen vom Stamme Frese (aus: Oldenburger Balkenschild, Jg. 1957), [Oldenburg (Oldb.)]: Oldenburger Landesverein für Geschichte, Natur- und Heimatkunde, 1957.
- Hans Mahrenholtz (Verf.), Gebhard von Lenthe, Arnold Berg (Mitarb.): Der Herrenstand: Dynastenkatalog. Eine Zusammenstellung der Edelherrengeschlechter im Bereich des heutigen Niedersachsen und der angrenzenden Gebiete, Neudruck mit Verbesserungen und Ergänzungen, Hannover-Kirchrode: Selbstverlag, 1958.
- Register zum handschriftlichen Teil der genealogischen Sammlung des Grafen von Oeynhausen (= Sonderveröffentlichung, Heft 9), Hannover: Niedersächsischer Landesverein für Familienkunde e. V., 1959.
- Die Familie von Weyhe (Kanzlerfamilie). Beginnend mit dem Bürgermeister Friedrich von Weyhe in Hannover (1491–1556) bis zur Gegenwart. Die v. Weyhe mit dem Burgwappen zu Friedland und Landringshausen, beginnend mit Peter von Weyhe, 1519, bis zu ihrem Aussterben 1700, Hannover, 1960.
- Die Familie Conring in Ostfriesland 1540–1850, Hannover-Kirchrode, Hirschanger 30: H. Mahrenholtz, 1960.
- Schrifttum über das Saterland. Versuch einer bibliographischen Zusammenstellung, Hannover-Kirchrode, 1963.
- Gebhard von Lenthe, Hans Mahrenholtz:
  - Der Adel Niedersachsens. Briefadel, Patriziat, erblich gewordener Dienstadel und zugewanderter, ausländischer Adel, Hrsg.: Historische Kommission für Niedersachsen, Bremen und die ehemaligen Länder Hannover, Oldenburg, Braunschweig und Schaumburg-Lippe, Hannover: Historische Kommission für Niedersachsen, 1964.
  - Nachträge, Ergänzungen und Berichtigungen, Hannover: Historische Kommission für Niedersachsen, 1970.
- Der Grabstein des Wilhelm von Wendt in der St. Martinskirche zu Nienburg an der Weser, Maschinenschrift, Hannover-Kirchrode: Hans Mahrenholtz, um 1965.
- Gebhard von Lenthe, Hans Mahrenholtz: Stammtafeln der Familie von Münchhausen, Rinteln: Bösendahl,
  - Bd. 1: Tafeln und Namenverzeichnisse, 1971.
  - Bd. 2: Textband zu den Tafeln I–LI, I.–XX. Generation, 1976.
- Nachweise von Nekrologien und Memorienbüchern im Bereich des Landes Niedersachsen und angrenzender Landesteile. Altmark, Harzgebiet, Hessen und Westfalen sowie Bremen und Hamburg, im Anhang Schleswig-Holstein, Hannover-Kirchrode, Hirschanger 30, H. Mahrenholtz, 1976.
- Hermann Holthusen, Gebhard von Lenthe, Hans Mahrenholtz: Der Bremen-Oldenburger Ast des Geschlechts von Gröpelingen (= Oldenburgische Familienkunde, Jg. 18, Heft 2), Oldenburg (Oldb.): Oldenburger Gesellschaft für Familienkunde, 1976.
- Titel aus: Ostfriesische Sippenforschung. Beilagen zur Ostfriesischen Tageszeitung 1936–1940, Hannover-Kirchrode, Hirschanger 30: H. Mahrenholtz, 1979.
- Die Familie Rauschenplat in Niedersachsen (= Forschungsberichte, Neue Folge, Bd. 2), Hannover: Familienkundliche Kommission für Niedersachsen und Bremen sowie angrenzende ostfälische Gebiete e. V., 1985.
- Kurd von Lenthe (Hrsg.), Hans Mahrenholtz, Hans-Erich Wilhelm (Verf.), Gebhard von Lenthe, Hans Jürgen Frhr. von Richthofen (Mitverf.):  Die Rittergüter der Familie von Lenthe in den Fürstentümern Calenberg-Göttingen-Grubenhagen und Lüneburg, dem Bistum Hildesheim sowie der Grafschaft Hoya, Lenthe/Gehrden: K. von Lenthe, 2000.